# Église du Sacré-Cœur-de-Jésus de Prague
Pour les articles homonymes, voir Église du Sacré-Cœur.
 (octobre 2015).
Si vous disposez d'ouvrages ou d'articles de référence ou si vous connaissez des sites web de qualité traitant du thème abordé ici, merci de compléter l'article en donnant les références utiles à sa vérifiabilité et en les liant à la section « Notes et références ».
L'église du Sacré-Cœur-de-Jésus (en tchèque : Kostel nejsvětějšího srdce Páně), située en plein cœur de la place Georges-de-Poděbrady (Náměstí Jiřího z Poděbrad) à Prague, est le plus important des édifices sacrés construits en Bohême au cours du XXe siècle.

## Construction
L’édifice fut érigé selon le projet de l'architecte slovène Josip Plečnik, de 1928 à 1932. Plečnik accomplit la majeure partie de son projet, de même que les travaux d’aménagement du château de Prague, sans accepter, dit-on, d‘honoraires.
Les travaux de construction de cette église se sont déroulés parallèlement à ceux de l’église de Saint-François à Ljubljana, ville où Plečnik est né, et où il est mort, le 7 janvier 1957. La première pierre de l’église fut posée le 28 octobre 1928, à l’occasion du 10e anniversaire de la création de la République.
Les plans de Plečnik prévoyant un remaniement de la place Georges-de-Poděbrady sont restés inachevés, ainsi que certains éléments de l’église réalisés plus tard par son disciple, Otto Rottmayer.

## Architecture
Inspiré des temples de l'Égypte antique et des basiliques des premiers chrétiens, l'édifice se situe en marge des mouvements modernes.
Toute une série de motifs utilisés par Plečnik pour les décorations de sa construction s’inspirent des symboles des rois, du fait aussi que l’église se trouve dans le quartier appelé autrefois Královské Vinohrady – Vinohrady royale.
Construite en briques, la façade arbore un clocher massif en forme de parallélépipède, d'une hauteur de 42 m, muni d'une immense rosace de 7,6 m de diamètre. Cette tour principale dotée de six cloches abrite également la plus grande horloge de Prague.
À l'intérieur, les murs sont revêtus de plaques en céramique naturelle, complétées par de petits éléments décoratifs en or. Au-dessus du maître-autel en marbre blanc, doté d’un portillon ciselé et doré, est suspendue une statue du Christ, placé dans un cœur symbolique. À côté de cette statue, dorée et haute de trois mètres, se situent des statues en bois, figurant six saints patrons de Bohême : saint Jean Népomucène, sainte Agnès de Bohême, saint Adalbert, saint Venceslas, sainte Ludmila et saint Procope.